# Jayden Danns
Jayden Alexander Danns (Liverpool, 16 de janeiro de 2006) é um futebolista inglês que atua como atacante. Atualmente defende o Sunderland, emprestado pelo Liverpool.

## Carreira
Danns chegou ao Liverpool em 2014, aos 8 anos. Durante sua passagem pelo time Sub-16 dos Reds, descobriu ser portador da síndrome de Osgood-Schlatter (inflamação do osso e da cartilagem da parte superior da tíbia).
Aos 16 anos, passou a defender a equipe Sub-18, e durante a temporada 2023–24, mostrou competitividade ao marcar 9 gols em 7 partidas entre agosto e dezembro de 2023.
Em setembro do mesmo ano, fez sua estreia como profissional contra o Morecambe, pelo EFL Trophy, saindo do banco de reservas. Seus primeiros jogos no time principal do Liverpool foram em fevereiro de 2024, substituindo Luis Díaz na vitória por 4 a 1 sobre o Luton Town, pela Premier League, e na decisão da Copa da Liga Inglesa contra o Chelsea, entrando no lugar de Cody Gakpo.

## Carreira internacional
Após jogar 3 partidas e marcar um gol pela seleção Sub-16 da Inglaterra em 2021, Danns passou a ser convocado para a equipe Sub-18 em 2023.

## Vida pessoal
Jayden Danns é filho do ex-meio-campista Neil Danns, que também passou pelas categorias de base do Liverpool e atuou profissionalmente por 23 anos, e defendeu a seleção da Guiana entre 2015 e 2023, tendo participado da Copa Ouro da CONCACAF de 2019. O avô do atacante, também chamado Neil, foi cantor de apoio na participação do Reino Unido no Festival Eurovisão da Canção de 1987 e também atuou como skatista (inclusive tendo vencido um título europeu).

## Estatísticas
Atualizado até 25 de fevereiro de 2024
| Divisão   | Jogos   | Gols           | Jogos | Gols | Jogos | Gols | Jogos | Gols | Jogos | Gols | Jogos | Gols | Liverpool Sub-21 | 2023–24 | — | — | — | — | — | — | — | — | — | 1 | 0 | 1 | 0 |
| Liverpool | 2023–24 | Premier League | 1     | 0    | 0     | 0    | 1     | 0    | 0     | 0    | 0     | 0    | 2                | 0       |   |   |   |   |   |   |   |   |   |   |   |   |   |
| Total     | Total   | Total          | 1     | 0    | 0     | 0    | 1     | 0    | 0     | 0    | 1     | 0    | 3                | 0       |   |   |   |   |   |   |   |   |   |   |   |   |   |

1. ↑  Jogos pelo EFL Trophy

## Títulos
Liverpool
- Copa da Liga Inglesa: 2023–24[17]
- Premier League: 2024–25[18]